# 澎澎灘
澎澎灘，舊名為活龍灘，為台灣澎湖縣白沙鄉的一個島嶼，面積約0.0217平方公里。島嶼位在員貝嶼東北方約650公尺處，鳥嶼西方約1.3公里處，大乾潮時與鳥嶼相連。澎澎灘是澎湖近一百年來才堆積而成的沙洲島，為珊瑚和貝殼構成的離岸沙洲，亦為澎湖群島中最新生的島嶼，島嶼形狀和面積常隨季風和潮汐起落而改變。
澎澎灘有眾多的燕鷗在此繁殖棲息，故目前島嶼東側四分之三面積被規劃為海鳥保護區，禁止遊客進入；島嶼其餘部分做為觀光用途，提供水上活動。